# Босхорд
Босхорд (нід. Boschoord) — селище в нідерландській провінції Дренте. Входить до муніципалітету Вестервелд.
Його площа становить 5,39 км², а населення станом на 2021 рік складало 230 осіб.
Перша згадка про населений пункт датується 1846 роком.